# Rhoptria dolosaria
Rhoptria dolosaria är en fjärilsart som beskrevs av Herrich-Schäffer sensu Nolek 1882. Rhoptria dolosaria ingår i släktet Rhoptria och familjen mätare. Inga underarter finns listade.